# Lara Molinari
Lara Molinari (* 1970, Mailand) ist eine italienische Comiczeichnerin und Illustratorin. Molinari schuf Buchcover, kreierte Illustrationen zu PlayStation-Spielen, wirkte auch mit beim Disney Channel und publiziert selbst in ganz Europa.

## Leben
Molinari arbeitet seit 1993 für Disney-Italia. Sie zeichnet überwiegend für das italienische Comicmagazin Topolino; hauptsächlich werden von ihr Abenteuer im Umfeld der Familie Duck gezeichnet.
Ihr Zeichenstil erinnerte am Anfang ihrer Karriere stark an Giorgio Cavazzano, inzwischen fand sie einen eigenen Zeichenstil.
Seit 1997 kamen Aufträge aus Handel und Industrie hinzu, so zum Beispiel verschiedene Designs für Parfümlabels von „Diego Dalla Palma“ sowie Designs für Verpackungen des Schokoladenherstellers Lindt. In Fernsehübertragungen fungierte Lara Molinari auch als Portraitmalerin. 
Anerkennung fand  Molinari 2005 mit zwei Geschichten für den italienischen Disney-Sonderband „Il Paperone da Vinci“, einer Parodie auf Dan Browns Bestseller „The Da Vinci Code“ (dt. Sakrileg).
Aktuell arbeitet Lara Molinari in ihrem Studio in Alassio an Comic-Zeichnungen und romantischen Bildern.